# Jean Batmale
Jean Batmale (Pau, 18 settembre 1895 – Rennes, 3 giugno 1973) è stato un allenatore di calcio e calciatore francese, di ruolo difensore.

## Carriera

### Nazionale
Ha collezionato 6 presenze con la propria Nazionale.